# Noite dos Cristais

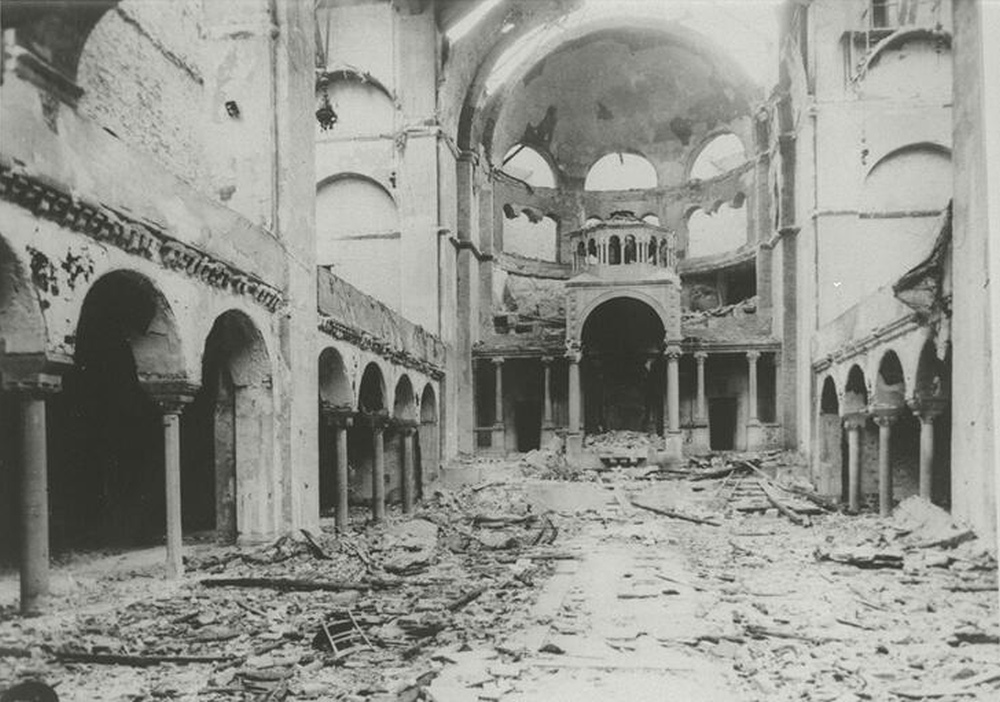
A sinagoga de Fasanenstrasse, em Berlim, destruída pelos nazistas.

Kristallnacht (pronúncia em alemão: [kʁɪsˈtalnaχt]), Reichskristallnacht [ˌʁaɪçs.kʁɪsˈtalnaχt], Reichspogromnacht [ˌʁaɪçs.poˈɡʁoːmnaχt], Pogromnacht [poˈɡʁoːmnaχt] (escutarⓘ) ou Novemberpogrome [noˈvɛmbɐpoɡʁoːmə] (escutarⓘ), designada em português por Noite dos Cristais, Noite de Cristal ou Noite de Cristal do Reich, foi um pogrom contra os judeus promovido pela Alemanha Nazi na noite de 9–10 de novembro de 1938, levado a cabo pelas forças paramilitares das SA e por civis alemães. As autoridades alemãs olharam para o acontecimento sem, no entanto, intervir. O nome Kristallnacht deve-se aos milhões de pedaços de vidro partidos que encheram as ruas depois das janelas das lojas, edifícios e sinagogas judaicas terem sido partidas.

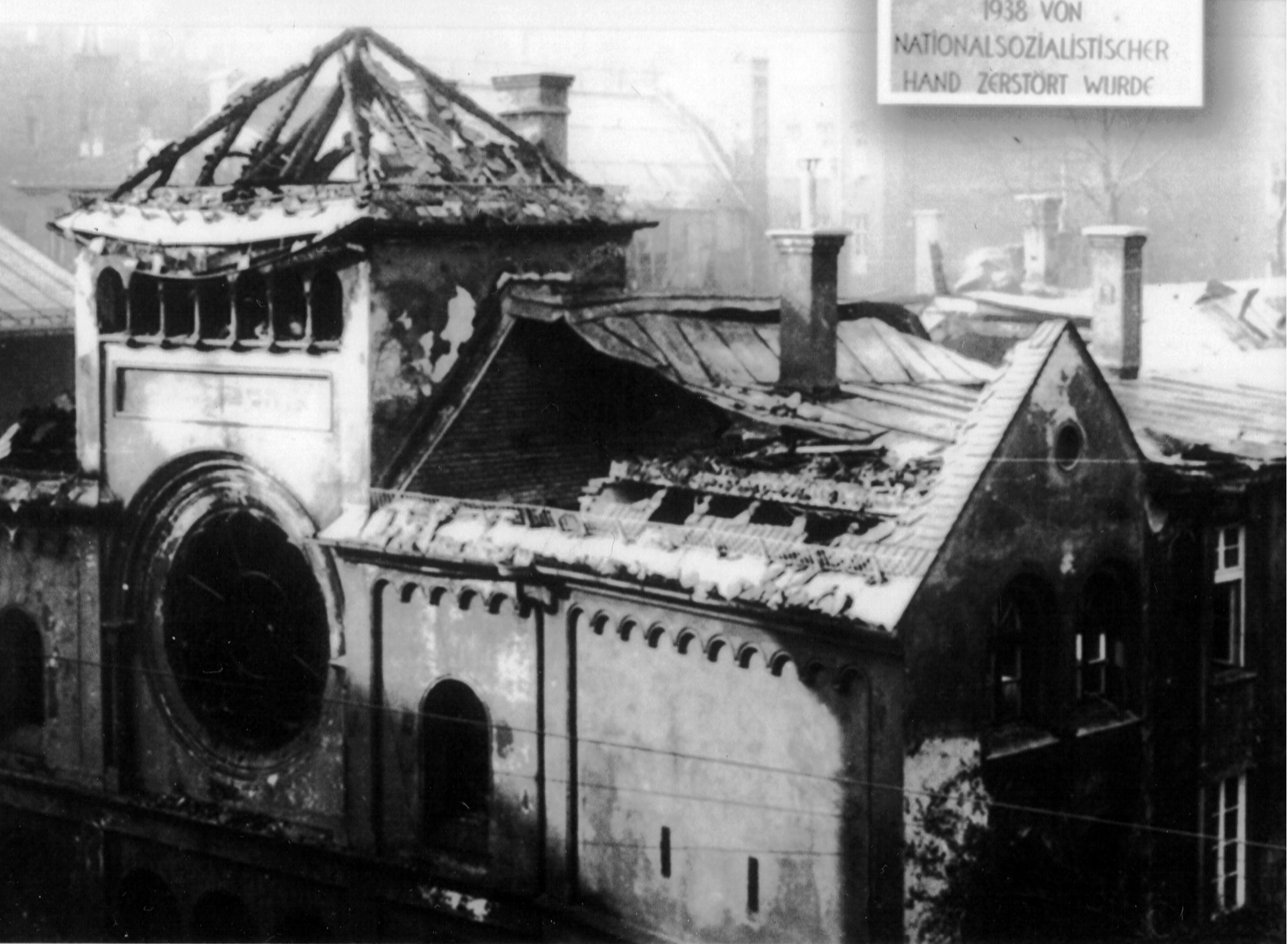
Sinagoga destruída em Munique.

As estimativas sobre o número de vítimas causadas pela violência variam. Os primeiros relatos indicavam que 36 judeus tinham sido mortos durante os ataques. Mais recentemente, as análises ao progrom efectuadas a documentos académicos feitas por historiadores como Richard J. Evans, refere um valor mais elevado, cerca de 91 mortos. Quando se inclui as mortes posteriores, devido a maus-tratos dos judeus detidos, e suicídios, o número de mortos ascende a centenas. Para além das vítimas mortais, cerca de 30 000 judeus foram detidos e enviados para campos de concentração.
As casas dos cidadãos judeus, hospitais e escolas foram pilhadas e postas abaixo pelos atacantes com o recurso de marretas. Mais de mil sinagogas foram incendiadas (95 só em Viena) e mais de sete mil negócios foram destruídos ou danificados. Martin Gilbert escreve que mais nenhum acontecimento na história dos judeus alemães entre 1933 e 1945 foi tão difundido à medida que ia acontecendo, e os relatos dos jornalistas estrangeiros a trabalhar na Alemanha causaram ondas de choque em todo o mundo. O Times escreveu na altura: "Nenhum propagandista estrangeiro, empenhado em denegrir a Alemanha perante o mundo, poderia superar a história de incêndios e espancamentos, de agressões violentas a pessoas indefesas e inocentes, que ontem desonraram aquele país.”
O pretexto para os ataques foi o assassinato do diplomata alemão Ernst vom Rath por Herschel Grynszpan, um polaco judeu nascido na Alemanha a viver em Paris. À Noite de Cristal seguiram-se perseguições económicas e políticas aos judeus, vistas pelos historiadores como uma parte da mais abrangente política racial da Alemanha nazi, e o início da Solução Final e do Holocausto.

## Antecedentes

### Primeiras perseguições nazis
Na década de 1920, muitos judeus alemães foram integrados na sociedade alemã como cidadãos alemães. Serviram no exército e na marinha, e contribuíram em todos os sectores empresariais alemães, na ciência e na cultura. As condições para os judeus começaram a mudar depois da nomeação de Adolf Hitler (líder do Partido Nazi nascido na Áustria) para Chanceler da Alemanha em 30 de Janeiro de 1933, e da Lei de assumpção de poderes (23 de Março de 1933) por Hitler depois do incêndio do Reichstag em 27 de Fevereiro de 1933. Logo no seu início, o regime de Hitler rapidamente começou a desenvolver alterações para introduzir políticas anti-judaicas. A propaganda nazi apontou o dedo a cerca de 500 000 judeus na Alemanha, representantes de apenas 0,86% da população, como o inimigo responsável pela derrota alemã na Primeira Guerra Mundial e pelo desastre económico que se lhe seguiu, como a  hiper-inflação da década de 1920, e o Crash de Wall Street e a Grande Depressão. Iniciado em 1933, o governo alemão redigiu uma série de leis anti-judeus restringindo os direitos dos judeus alemães a ganhar o seu próprio sustento, de usufruírem de cidadania plena e de acederem à educação, incluindo a Lei da Restauração do Serviço Público Profissional de 7 de abril de 1933, que proibia os judeus de trabalhar na função pública. As leis seguintes, datadas de 1935 e chamadas de Leis de Nuremberga, retiraram a cidadania aos judeus alemães e os proibiam de casar com não-judeus alemães.
Estas leis tiveram como resultado a exclusão dos judeus da vida social e política da Alemanha. Muitos procuram asilo no estrangeiro; centenas de milhares emigraram, mas como Chaim Weizmann escreveu em 1936: "O Mundo parecia estar dividido em duas partes—aqueles lugares onde os judeus não podiam viver, e aqueles onde não podiam entrar". Na Conferência de Évian a 6 de julho de 1938, foi discutida a questão da imigração dos judeus e dos ciganos para outros países. Na altura em que a conferência teve lugar, mais de 250 000 judeus já tinham fugido da Alemanha e da Áustria (que tinha sido anexada pela Alemanha em março de 1938); mais de 300 000 judeus alemães e austríacos continuaram a procurar refúgio e asilo derivados da opressão. À medida que o número de judeus e de ciganos desejosos de fugir aumentava, as restrições contra eles cresceram, com muitos países a restringir as suas políticas de admissão de refugiados. Em 1938, a Alemanha "tinha entrado numa nova fase de actividade anti-semita". Alguns historiadores acreditam que o governo nazi tinha planeado novas operações de violência contra os judeus, e estavam à espera de serem provocados; existem evidências destes planos em 1937. Numa entrevista de 1997, o historiador alemão Hans Mommsen afirmou que uma das principais motivações para o pogrom era o desejo por parte dos Gauleiters do NSDAP de se apropriarem dos bens e dos negócios dos judeus. Mommsen disse:
A necessidade de dinheiro que a organização do partido tinha, vinha do facto de o o tesoureiro do partido, Franz Xaver Schwarz, manter as organizações regionais do partido com pouco dinheiro em caixa. No outono de 1938, a pressão crescente sobre os bens judeus, alimentou a ambição do partido, em especial desde que Hjalmar Schacht foi nomeado ministro da Economia do Reich. Isto, contudo, era apenas um aspecto da origem do progrom de novembro de 1938. O governo polaco ameaçou extraditar todos os judeus que eram cidadãos polacos, mas que ficariam na Alemanha, criando, assim, um fardo de responsabilidade do lado alemão. A reacção imediata da Gestapo foi empurrar os judeus polacos—16 000 pessoas—para a fronteira, mas esta medida fracassou devido à teimosia das autoridades alfandegárias polacas. A perda de prestígio devido ao cancelamento desta operação forçou um pedido de compensação. Assim, a reacção radical ao ataque de Herschel Grynszpan contra o diplomata Ernst vom Rath resultou no progrom de novembro. Os antecedentes do progrom  ficaram marcados por uma significativa oposição de interesses entre as diferentes agências do partido e do Estado. Enquanto o Partido Nazi estava interessado em melhorar a sua força financeira ao nível local e regional, apropriando-se dos bens judeus, Hermann Göring, responsável pelo Plano de Quatro Anos, esperava ganhar acesso às divisas estrangeiras para poder pagar as importações de matérias-primas. Heydrich e Himmler tinham interesse em promover a emigração judaica". 
A liderança sionista na Palestina escreveu em fevereiro de 1938 que, de acordo com "uma fonte privada muito segura—a qual pode ser encontrada nas mais altas instâncias da liderança SS", havia "uma intenção de colocar em prática um verdadeiro e genuíno pogrom na Alemanha, em larga escala, num futuro próximo".

### Expulsão dos judeus polacos da Alemanha

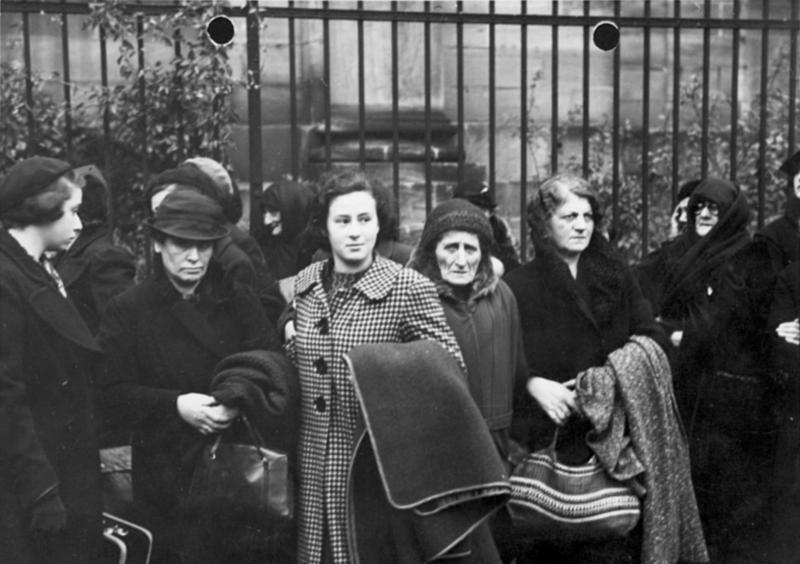
Judeus polacos expulsos da Alemanha em outubro de 1938

Em agosto de 1938, as autoridades alemãs anunciaram que as permissões de residência para estrangeiros estavam a ser canceladas e teriam que ser renovadas. Nos estrangeiros incluíam os judeus nascidos na Alemanha mas de origem exterior. Um polaco disse que não seria aceito judeus de origem polaca depois de outubro. Na chamada Polenaktion, mais de 12 000 judeus polacos, entre os quais o filósofo e teólogo rabi Abraham Joshua Heschel, e o futuro crítico literário Marcel Reich-Ranicki, foram expulsos da Alemanha em 28 de outubro de 1938, por ordem de Hitler. Receberam ordens para abandonar as suas casas nessa mesma noite, e apenas tinham direito a levar uma mala por pessoa para levar os seus pertences. À medida que os judeus eram expulsos, os seus bens deixados para trás eram confiscados tanto pelas autoridades nazis como pelos seus vizinhos.
Os deportados eram levados desde as suas casas para estações ferroviárias e colocados dentro de comboios que iam até à fronteira com a Polónia, onde os guardas polacos os enviavam de volta, através do rio, para a Alemanha. Este impasse continuou durante vários dias, debaixo de chuva torrencial, com os judeus a marchar sem comida ou abrigo entre as fronteiras. Cerca de quatro mil tiveram autorização para passar para a Polónia, mas cerca de oito mil foram forçados a ficar na fronteira. Ali aguardaram em condições muito complicadas para receberem autorização para entrar na Polónia. Um jornal britânico escreveu aos seus leitores que centenas (de pessoas) "estão espalhadas no terreno, sem dinheiro e sem ajuda, em pequenas aldeias ao longo da fronteira para onde tinham sido levadas". As condições nos campos de refugiados "eram tão más que alguns tentaram fugir para a Alemanha e foram mortos", recorda uma mulher britânica que tinha sido enviada para ajudar os que tinham sido expulsos.

### Atentado contra Ernst vom Rath

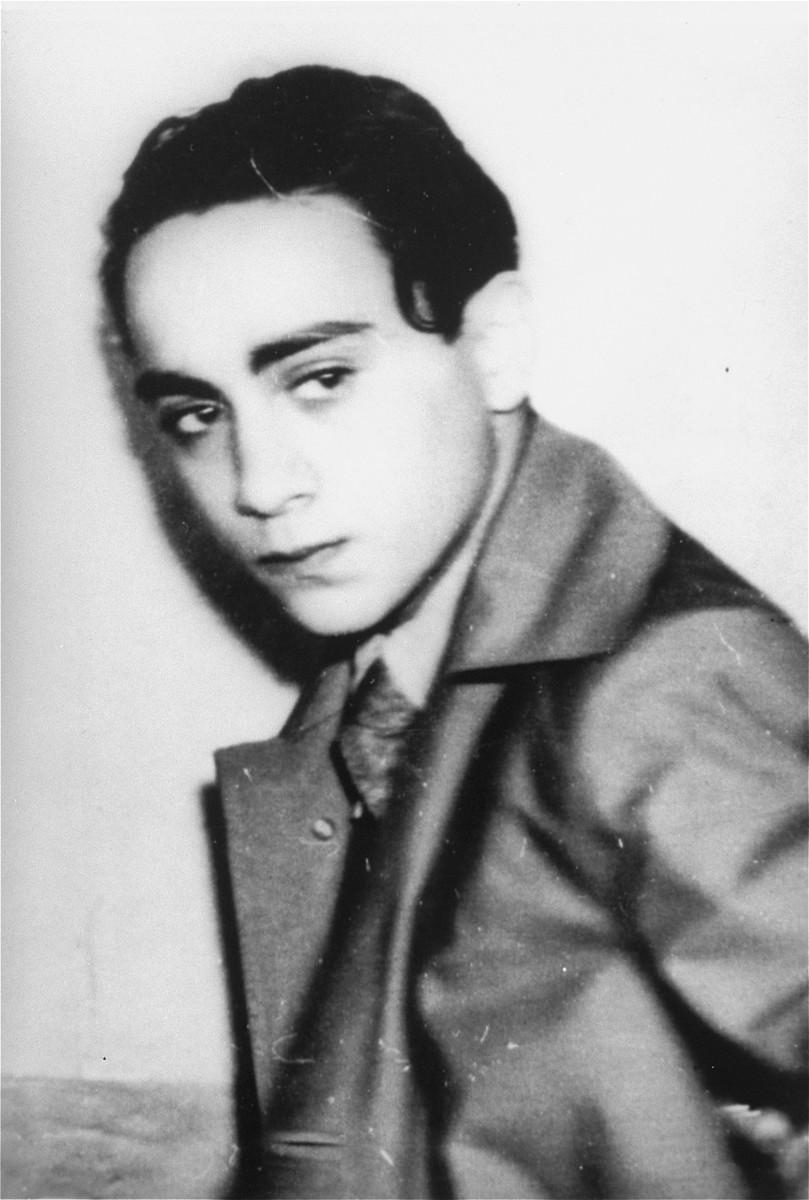
Herschel Grynszpan, 7 de novembro de 1938

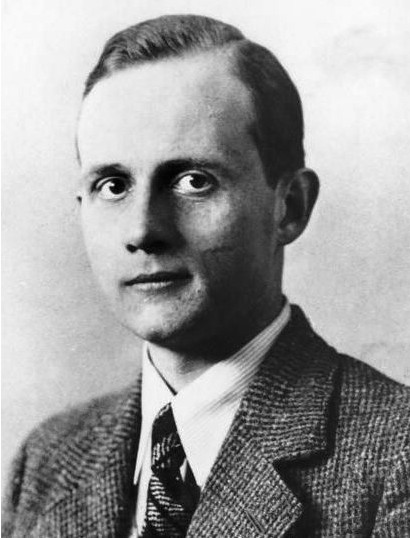
Ernst vom Rath

Entre aqueles que foram expulsos encontrava-se a família de Sendel e Riva Grynszpan, judeus polacos que tinham emigrado para a Alemanha em 1911 e estabelecido a sua vida em Hanôver. No julgamento de Adolf Eichmann em 1961, Sendel Grynszpan recordou os acontecimentos sobre a sua deportação de Hanôver na noite de 27 de outubro de 1938: "E então puseram-nos em carros da polícia, em camionetas de prisioneiros, cerca de 20 homens em cada veículo, e levaram-nos para a estação de comboios. As ruas estavam cheias de pessoas a gritar: Juden raus! Auf nach Palästina!" ("Fora com os judeus! Para a Palestina!"). O seu filho de 17 anos de idade, Herschel, vivia em Paris com um tio. Herschel recebeu um postal da sua família a partir da fronteira polaca, descrevendo a expulsão da família: "Ninguém nos disse o que estava a acontecer, mas apercebemo-nos que que ia ser o nosso fim...Não temos um tostão. Podes enviar-nos alguma coisa?". Ele recebeu o postal em 3 novembro de 1938.
Na manhã de segunda-feira, 7 de novembro de 1938, comprou um revólver e uma caixa de balas, depois dirigiu-se para a embaixada alemã e pediu para ver um responsável pela embaixada. Após ser levado para o gabinete de Ernst vom Rath, Grynszpan disparou cinco tiros contra Vom Rath, dois dos quais o atingiram no abdómen. Vom Rath era um diplomata do Ministérios das Relações Exteriores que tinha uma opinião anti-nazi, por causa do tratamento que os nazis davam aos judeus, e estava sob a investigação da Gestapo por ser politicamente pouco confiável. Grynszpan não tentou escapar da polícia francesa e confessou livremente os disparos. No seu bolso, tinha um postal para a sua família com a mensagem: "Que Deus me perdoe ... Tenho que protestar assim para que todo o mundo ouça o meu protesto, e que o vou fazer".
No dia seguinte, o governo alemão retaliou, proibindo as crianças judias das escolas básicas alemãs de as frequentarem, suspendendo as actividades culturais dos judeus, e proibindo a publicação dos jornais e revistas judeus, incluindo os três jornais nacionais alemães judeus. Um jornal do Reino Unido descreve a última acção, que impôs uma barreira entre a população e os seus líderes, como "tendo a intenção de criar a desordem na comunidade judaica e quebrar os últimos laços que a unem...". Os seus direitos como cidadãos tinham acabado.

## Pogrom

### Morte de Ernst vom Rath

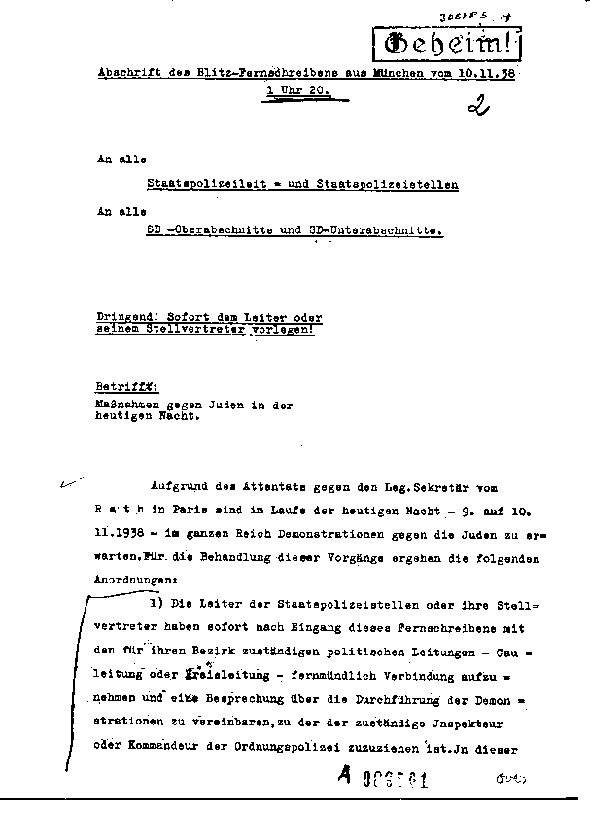
Telegrama enviado por Reinhard Heydrich, 9 de novembro de 1938

Ernst vom Rath morreu dos ferimentos a 9 de novembro. As notícias da sua morte chegaram a Hitler nessa noite enquanto jantava com elementos-chave do Partido Nazi num jantar comemorativo do Putsch da Cervejaria em 1923. Após intensas discussões, Hitler deixou o jantar repentinamente sem efectuar o seu discurso habitual. O ministro da Propaganda Joseph Goebbels fez esse discurso, em seu lugar, e disse que "o Führer decidiu que... as demonstrações não devem ser preparadas ou organizadas pelo partido, mas devem acontecer de forma espontânea, não podem ser prejudicadas". O chefe do partido Walter Buch afirmaria mais tarde que essa mensagem era clara; com estas palavras, Goebbels tinha dado ordens aos chefes do partido para organizar um pogrom.
Algumas das chefias do partido discordaram das acções de Goebbels, temendo a crise diplomática que elas provocariam. Heinrich Himmler escreveu: "Suponho que isso seja da megalomania de Goebbels...e da estupidez que são responsáveis por dar início a esta operação agora, num momento particularmente difícil na diplomacia". O historiador israelita Saul Friedländer acredita que Goebbels tinha razões pessoais para ir em frente com a Kristallnacht. Goebbels tinha passado, recentemente, pela humilhação de a sua campanha de propaganda durante a crise nos Sudetas ter sido ineficaz, e encontrava-se a passar por uma crise no relacionamento com a actriz checa Lída Baarová. Goebbels precisava de uma oportunidade para ficar bem visto aos olhos de Hitler. À 1h20 do dia 10 de novembro de 1938, Reinhard Heydrich enviou um telegrama urgente e secreto à Sicherheitspolizei (Polícia de Segurança) e às Sturmabteilung (SA), com instruções acerca dos motins. Incluía as linhas gerais para a protecção dos negócios estrangeiros não-judeus e propriedades. A polícia recebe ordens para não interferir nos motins a não ser que as instruções fossem violadas. A polícia também foi instruída para recolher os arquivos das sinagogas e dos escritórios comunitários judeus, e para prender "os judeus adultos saudáveis, que não sejam muito velhos", para serem transferidos para campos de concentração.